# くにおくんの超熱血!サッカーリーグぷらす ワールド・ハイパー・カップ編
『くにおくんの超熱血!サッカーリーグぷらす ワールド・ハイパー・カップ編』（くにおくんのちょうねっけつ サッカーリーグぷらす ワールド・ハイパー・カップへん）は、2010年5月27日にアークシステムワークスから発売されたニンテンドーDS専用ソフトである。

## 概要
本作は、かつてファミリーコンピュータ用ゲームソフトで発売された『くにおくんの熱血サッカーリーグ（以下、FC版）』を3D化し、ゲームシステムの変更や調整を行い、追加要素などを加えたリメイク的な位置づけの作品である。ストーリー的には、『くにおくんの超熱血!大運動会』の続編にあたる。操作性や基本的なシステムはFC版を踏襲しているので、FC版の項も参照。なお、FC版との相違点ならびに変更点については、後述。

## ストーリー
「トビオカコンチェルン」主催の「スーパー大運動会」はくにお率いる熱血高校チームの優勝で幕を閉じた。「トビオカコンチェルン」の御曹司マイケル・トビオカは、くにおの身体能力の高さに驚愕しつつも、リベンジを誓うのであった。
その後しばらくして、マイケルは、熱血サッカーリーグの世界一を決めるワールド・ハイパー・カップが開催され、くにおを中心に「ねっけつFC」が結成されたことを知る。くにおが遠征試合に出発することを知ったマイケルは、サダモビッチに命じて、新たなるサイボーグチームの開発に着手する。そして、完成した「とびおかFC」。史上最強となるサッカーチームを前にマイケルは、改めて打倒くにおを誓うのであった。

## 主な変更点
FC版からの主な変更点は下記の通り。詳細およびこれ以外の変更点は該当の項目で随時解説する。
- ねっけつFCの選手はFC版ではねっけつリーグモードのみ、補欠のメンバーが使用可能であった。本作でも、ねっけつリーグモード以外では補欠の選手は最初は使うことができないが、ワールド・ハイパー・カップに優勝することによって使うことができるようになる。
- ねっけつFCでねっけつリーグモードを勝ち抜いていくと、ねっけつFCに新たに選手が追加される。
- FC版ではねっけつリーグモード以外で選べるチームはねっけつFCとぶらじる、いたりあ、どいつ、あるぜんちん、かめるーんの5チームのみであったが、本作では全13チームが使用可能になっている。さらにワールド・ハイパー・カップに優勝することによって全チームがねっけつリーグモードで使うことができるようになる（とびおかFCについては後述）。
- ワールド・ハイパー・カップに優勝することによって、エキシビジョンモードが追加され、とびおかFCとの対戦ができるようになる。さらに、勝つと他のモードでもとびおかFCが使えるようになる。
- 参加チームがFC版と一部変更されている。いたりあに代わってすぺいん、ぎにあに代わって南あふりかが参加。また、他のチームも一部の演出が変更されている。
- コンピュータとの対戦プレイでは、コンピュータのチームのフォーメーションが、全チームとも2-1-2（左からFW、MF、DF、以下相手チーム欄において同様）に固定されている。また、一部のチームはねっけつリーグモードでのフォーメーションも変更されている。自身が他のチームを使う場合のフォーメーションおよび選手のポジションは変更可能。
- ねっけつFC以外のチームをねっけつリーグモードで使う場合、ミーティングが無くなっているため、選手と会話したりアイテムを上げたりすることで選手の機嫌が変化することがなくなっている。また、ねっけつFCはリーグ戦には参加せず、トーナメント戦に登場する（この時のフォーメーションは2-1-2で、レギュラー選手のみ登場）。なお、選手データを見ることならびに、選手の性格や好物などを知ることはできる。
- 「もくもくプレイ」「ミッション」「コレクション」がそれぞれ追加された。

## ゲームモード
ねっけつリーグ
使用チームを選択し（最初はねっけつFCしか使えない）、対戦する国を選択していくリーグ戦モード。総合成績で一定数勝利することによって、トーナメント形式のワールド・ハイパー・カップの出場権を獲得する。ワールド・ハイパー・カップではセーブができないため、連戦連勝で優勝を目指すことになる。また、FC版と異なり1人プレイ専用となっている。難易度はやさしい、ふつう、むずかしいの3段階で、むずかしいを選んだ場合、コンディションの悪いステージや悪天候になりやすい。
たいせんプレイ
指定された条件で他のプレイヤーとの通信対戦を行うモード。対抗試合とPK戦があり、PK戦では最大2人、対抗試合では最大4人まで遊ぶことができる。コンピュータとの対戦も可能。このモードでは最初から他のチームでプレイすることができる（ねっけつFCの補欠選手ならびにとびおかFCは最初は使えない）。
もくもくプレイ
プレイヤーが、条件を指定した上で練習を行うモード。各チームMF1人とGKの2人でプレイする。選手データの確認もできる。
ミッション
ふつうかむずかしいの難易度でねっけつリーグをプレイし、特定の条件をクリアして試合に勝つ、というモード。クリアしたミッションの確認ができる。また、ミッションをクリアすると、コレクションが追加されていく。
コレクション
ねっけつリーグで勝つことによって得られるアイテムやトロフィーを鑑賞するモード。コレクションにはいろいろな選手の所持品の他、『BLAZBLUE』関連のアイテムも存在する（制作がアークシステムワークスであるため）。
エキシビジョン
ワールド・ハイパー・カップに優勝することによって追加されるモードで、別名はトビオカ・チャレンジ・カップ。とびおかFCとの対戦。使えるチームはねっけつFCだけだが、補欠選手や追加選手の使用は可能。

## ねっけつFC
ここでは、追加選手の詳細について述べる。なお、補欠選手および追加選手は最初は使うことができないが、ワールド・ハイパー・カップに優勝することによって熱血リーグモード以外でも使うことができるようになる。カッコ内の数字は背番号。

### 追加選手
しらぬい(13)
唯一の女性選手でFWが得意。よりつね同様つばめがえしを使える貴重な万能型メンバー。ただし、女子選手だけにあたりが弱い。必殺技は「くのいちしゅーと」。よくわからない性格でもある。
ふらんそわ(14)
金髪碧眼で、DFが得意。GKとしても、十分に通用する。香水を常に使っている、目立ちたがりな選手でもある。ドッジボールのフランスチームのふらんそわとの関連は不明。必殺技は「じぐざぐしゅーと」、「ばくれつあたっく」、「とるねーどぱんち」。

## 相手チーム
ここではFC版との変更点について述べるが、コレクションに関係することも述べる。また、FC版の熱血リーグとフォーメーションが変更されているチームについては、選手名と変更されたフォーメーションならびにポジションをとりあげている。

### あじありーぐ
かんこく
特筆すべき戦術や個の力は無いが、GKすんちょるの守備力が強化されている。ねっけつリーグでのフォーメーションの変更はない（2-1-2）。キャプテンちょんいるの大好物がキムチであることが明らかになっている。
たい
FC版でのGKちゃちゃいのひとり攻めがしっかり再現されている。勝つと、ぷみぽんがさけっとにムエタイキックを食らわした後、ムエタイダンスを踊る。ねっけつリーグでのフォーメーションの変更はない（2-2-1）。
もんごる
ねっけつリーグでのフォーメーションが1-3-1に変更された。キャプテンじょるきんは馬を飼っている。
- あじゅる（FW）
- がざん（MF）
- じょるきん（MF）
- もんとく（MF）
- ふるちん（DF）
- いしむと（GK）

### あふりかりーぐ
かめるーん
ねっけつリーグでのフォーメーションの変更はない（2-1-2）。勝つとキャプテンわりおばが乗り回すダチョウは、チームのペットで、遠征先にも連れて行っている。GKじゃわらの名前は変わらなくなった。
南あふりか
FC版のぎにあに代わって参戦。戦術面ではとりぷるあくせるを使ってくるもあたりは弱い。必殺技は「だいやもんどしゅーと」で、ボールがダイヤモンドになってゴールに向かう。勝つと喜ぶだけ。ねっけつリーグでのフォーメーションは2-2-1。
- むぶいれに（FW）
- しやぼんが（FW）
- ぎゃゔぃん（MF）
- とーます（MF） - チーム唯一にしてあふりかりーぐ唯一の白人選手。
- あーろん（DF）
- てべほ（GK） - 同点かプレイヤーチームが1点差以上で負けているとき、ボールを持つとひとり攻めすることがある。

せねがる
必殺シュート（あるばとろすしゅーと）が、3D化されたことによってより美しく表現されている。チームカラーが地味であたりが普通なのはFC版と同様。キャプテンるむんばとDFおべんじょの顔には、FC版には無かった髭が描き加えられている。ねっけつリーグでのフォーメーションの変更はない（2-2-1）。

### なんべいりーぐ
あるぜんちん
勝つと選手同士でタンゴを踊る。ねっけつリーグでのフォーメーションの変更はない（2-2-1）。
ぶらじる
つばめがえしを使い、強力な必殺シュート（ぴらにあんしゅーと）を連発してくる。勝つとマラカスを手にワニ（?）の着ぐるみを着て踊る。この着ぐるみは、ワールド・ハイパー・カップに優勝することによって得られるチームのフィギュアでも、でぃあずが着ている。ねっけつリーグでのフォーメーションの変更はない（2-2-1）。
めきしこ
FC版同様メンバー全員が覆面レスラーのごとくマスクをしているが、ゴールをとられると泣いたり悔んだりするようになった。また、このマスクは、6人分総て監督が手作りした物である。勝つと民族衣装に着替えてサボテンのそばでアコースティックギターを弾く。ねっけつリーグでのフォーメーションの変更はない（1-2-2）。

### ゆーろりーぐ
いんぐらんど
ねっけつリーグでのフォーメーションが1-3-1に変更された。キャプテンでびっとのエレキギターの腕前は超一流。
- ないじぇる（FW）
- まーく（MF）
- でびっど（MF）
- まーちん（MF）
- へんりー（DF）
- あんでぃ（GK）

すぺいん
FC版のいたりあに代わる最強チーム。全員がFW、MF、DF、GKのいずれのポジションをこなせ、体力に秀でている上につばめがえしも使える。必殺シュートの「とうぎゅうしゅーと」は、ボールが牛になってゴールに向かうもので、これを連発で撃ってくる。ボールを持たせないことが先決。勝つとらふぁえるが牛に乗って仲間を追い掛け回す。ねっけつリーグでのフォーメーションは2-2-1。
- あんとにお（FW） - 足が速い上に防御力が高い。
- せるひお（FW） - 足が速い。
- らふぁえる（MF）
- みげる（MF）
- ごんさーろ（DF） - シュート力が高い。
- おれげーる（GK） - 足が速い。GKでは最強レベル。フィールドプレイヤーとしても強い。

どいつ
ねっけつリーグでのフォーメーションが1-2-2に変更された。勝つと、えっけるとがソーセージを食べ続けるところを、しゅるつが恨めしそうに眺めている。
- へるまー（FW）
- りーどる（MF）
- えっけると（MF）
- ばるにけ（DF）
- しゅるつ（DF）
- ぶれーめ（GK）

### エキシビジョン
とびおかFC
マイケル・トビオカがサダモビッチに命じて開発させた最強のサイボーグ・サッカーチーム。全員が赤いレンズのような目をしている。全員がFW、MF、DF、GKのいずれのポジションをこなせる上にシュート力やあたりも強い。さらにつばめがえしやばくれつあたっくなどの技も使える。必殺シュートはランダムで、各国ならびにねっけつFCの選手のものをガンガン打ってくる。勝つと、ロボットのような動きでデモンストレーションをする。エキシビジョンでのフォーメーションは2-1-2。因みに唯一メンバー全員の名前がカタカナになっているチームである。
- カズン（FW）
- ユウン（FW）
- ダイスケ（MF）
- シュウヘイ（DF）
- エンドン（DF）
- ワヒイ（GK）